# Jesper Crusebjörn (död 1663)
Jesper Crusebjörn, troligen född 1607, död 6 december 1663, var en svensk ämbetsman. Han var son till Peter Kruse.

## Biografi
Jesper Crusebjörn var son till landshövdingen Peter Kruse i Dalarnas län och Cecilia Rehn. Han blev i december 1632 student vid Uppsala universitet och 1637 vid Leidens universitet. Crusebjörn blev assessor i bergskollegium 31 augusti 1652, underståthållare i Stockholm 20 januari 1655 och kammarråd 31 januari 1657. Från 1658 till oktober 1659 var han vice landshövding i Kopparbergs län under Lorentz Creutz den äldres krigsfångenskap. Han slutade som assessor i bergskollegium 1661. Crusebjörn avled 1663 och begravdes 27 november 1664 i Storkyrkan, Stockholm. Han gravsattes senare tillsammans med sin fru i Torsångs kyrka.
Crusebjörn ägde gården Ornäs i Torsångs socken. Han skänkte en orgel till Torsångs kyrka.

### Familj
Crusebjörn gifte sig 18 april 1648 med hovfröken Anna Ribbing (1626–1658). Hon var dotter till landshövdingen Sven Ribbing och Metta Rosengren. De fick tillsammans barnen löjtnanten Sven Crusebjörn (död 1682) vid Skåne-Bohuslän dragonregemente, Christina Cecilia Crusebjörn som var gift med löjtnanten Carl Hård af Segerstad, löjtnanten Peter Crusebjörn (död 1675) vid Östgöta infateriregemente, studenten Carl Crusebjörn vid Uppsala universitet, Maria Crusebjörn, Metta Crusebjörn som var gift med kaptenen Johan Johansson Utter, en son och en dotter.